# John Coplans

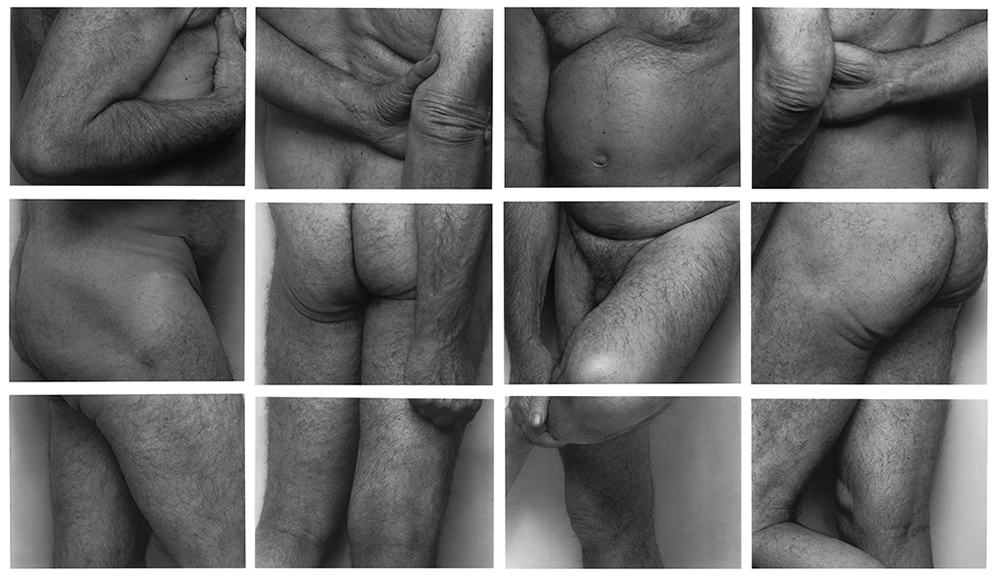
"Frieze, No. 2, Four Panels, 1994"

John Coplans (född 1920 i London, Storbritannien, död 21 augusti 2003 i New York) konstnär verksam i New York, USA.
Coplans är framför allt känd för sina fotografier i stort format som dokumenterar den egna kroppen.